# Høle kommun
Høle kommun (norska: Høle kommune) var en kommun i Rogaland fylke i sydvästra Norge. Tätorten Høle utgjorde kommunens centralort.

## Administrativ historik
Høgsfjords kommun kommun upprättades 1865 genom utbrytning ur Strands kommun. Kommunen omfattade då den östra delen av nuvarande Sandnes kommun, den östra delen av nuvarande Gjesdals kommun samt den södra delen av nuvarande Strands kommun och hade 3 203 invånare vid upprättandet.
Den 1 januari 1871 bröts Forsands kommun (Fossans kommun) ut ur kommunen som då minskade från 3 203 invånare före delningen till 1 122 invånare efter. Samtidigt med detta, genom kunglig resolution, bytte kommunen namn från Høgsfjords kommun till Høle kommun. Den återstående delen omfattade ett område i den mellersta delen av nuvarande Sandnes kommun samt ett mindre område i den norra delen av nuvarande Gjesdals kommun.
Den 1 januari 1965 upplöstes kommunen och delades. Huvuddelen (med 926 invånare) fördes, tillsammans med Høylands kommun och en del av Hetlands kommun, till Sandnes kommun, medan Oltesviks krets (med 37 invånare) fördes, tillsammans med delar av kommunerna Bjerkreim och Forsand, till Gjesdals kommun. Kommunen hade vid delningen totalt 963 invånare.